# Juan Miguel Bolaños
Juan Miguel Bolaños Torres (Candelaria de la Frontera, Santa Ana, 5 de junio de 1962) es un médico veterinario y político salvadoreño.

## Biografía
Nació en Candelaria de la Frontera del departamento de Santa Ana, el 5 de junio de 1962. Desde 2007 a hasta 2009, desempeñó el cargo de Ministro de Gobernación bajo el gobierno del entonces presidente Elías Antonio Saca. El 14 de agosto de 2014 fue condenado a tres años de prisión que fueron sustituidos por trabajos de utilidad pública por cometer el delito de actos arbitrarios durante el ejercicio de sus funciones.